# Paul Douglas (homme politique)
Pour les articles homonymes, voir Paul Douglas et Douglas.
Paul Howard Douglas, né le 26 mars 1892 à Salem dans le Massachusetts et décédé le 24 septembre 1976 à Washington, est un homme politique américain et un économiste de l'université de Chicago. Il servit comme sénateur démocrate de l'Illinois au Congrès des États-Unis de 1949 en 1967.
Ses travaux avec Charles Cobb permettront de déterminer la fonction de Cobb-Douglas déterminant le lien entre le capital et le travail par rapport au niveau global de production.
Il a participé à la bataille de peleliu (septembre 1944) pendant la guerre du Pacifique, alors âgé de 53 ans. Gravement blessé par la suite au cours de la bataille d'Okinawa, Douglas sera décoré de la Silver Star (médaille) et purple Heart.